# Panama i olympiska sommarspelen 1992
Panama deltog i de olympiska sommarspelen 1992 med en trupp, men ingen av landets deltagare erövrade någon medalj.

## Friidrott
Herrarnas 100 meter
- Florencio Aguilar
  - Heat — 10,89 (→ gick inte vidare)